# Aeroporto di Kökşetau
L'Aeroporto di Kökşetau, o in base a diverse traslitterazioni di Kökşetaw e di Kokshetau (kazako: Halyqaralyq Kókshetaý Áýejaıy) (IATA: KOV, ICAO: UACK) è un aeroporto kazako situato a 12,5 chilometri a est-nord-est della città di Kökşetau nella regione di Aqmola, nell'estremo nord del Paese.
La struttura è dotata di una pista di asfalto lunga 2850 m, l'altitudine è di 274 m, l'orientamento della pista è RWY 2-20. L'aeroporto è aperto al traffico commerciale.